# Bavona
Die Bavona ist ein rund 19 Kilometer langer rechter Nebenfluss der Maggia im Kanton Tessin. Sie durchfliesst das auf dem Gemeindegebiet von Cevio liegende Bavonatal, ein Seitental des Maggiatals, und entwässert dabei ein Gebiet von rund 121 Quadratkilometern.

## Verlauf
Die Bavona entspringt einem kleinen Gletscherrandsee am Ende des Cavagnöö-Gletschers auf 2539 m ü. M. und mündet nur wenig später in den Stausee Lago dei Cavagnöö. Sie verlässt den See und durchquert den Lago Bianco. Der Fluss fliesst in südwestliche Richtung und nimmt das Wasser des Lago Nero und des Lago di Robièi auf. Nachdem die Bavona den Abfluss des Lago del Zött aufgenommen hat, tritt sie ins Bavonatal ein und fliesst vorwiegend durch den Wald in südöstliche Richtung. 
Bei der ersten Siedlung, San Carlo, nimmt sie von rechts den im Laghetti d'Antabia entspringenden Ri d'Antabia auf. Sie fliesst vorbei an den Weilern Sonlerto, Faedo, Fontanellata und Roseto. Bei Foroglio nimmt sie die Calnègia auf, ihren wichtigsten Zufluss. Sie tangiert nun Ritorto, Sabbione, Fontana, Mondada sowie Cavergno und mündet bei Bignasco von rechts in die Maggia.
Zwischen Sonlerto und Sabbione bildet die Bavona über sechs Kilometer ein Auengebiet von nationaler Bedeutung, das typologisch als Fliessgewässer kategorisiert ist.

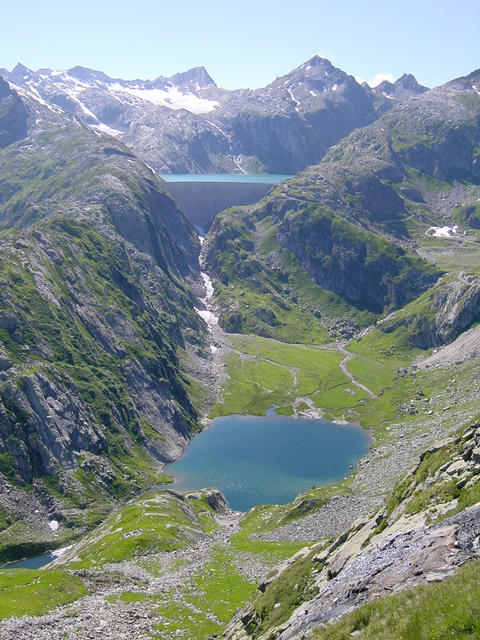
Lago dei Cavagnöö und Lago Biancho
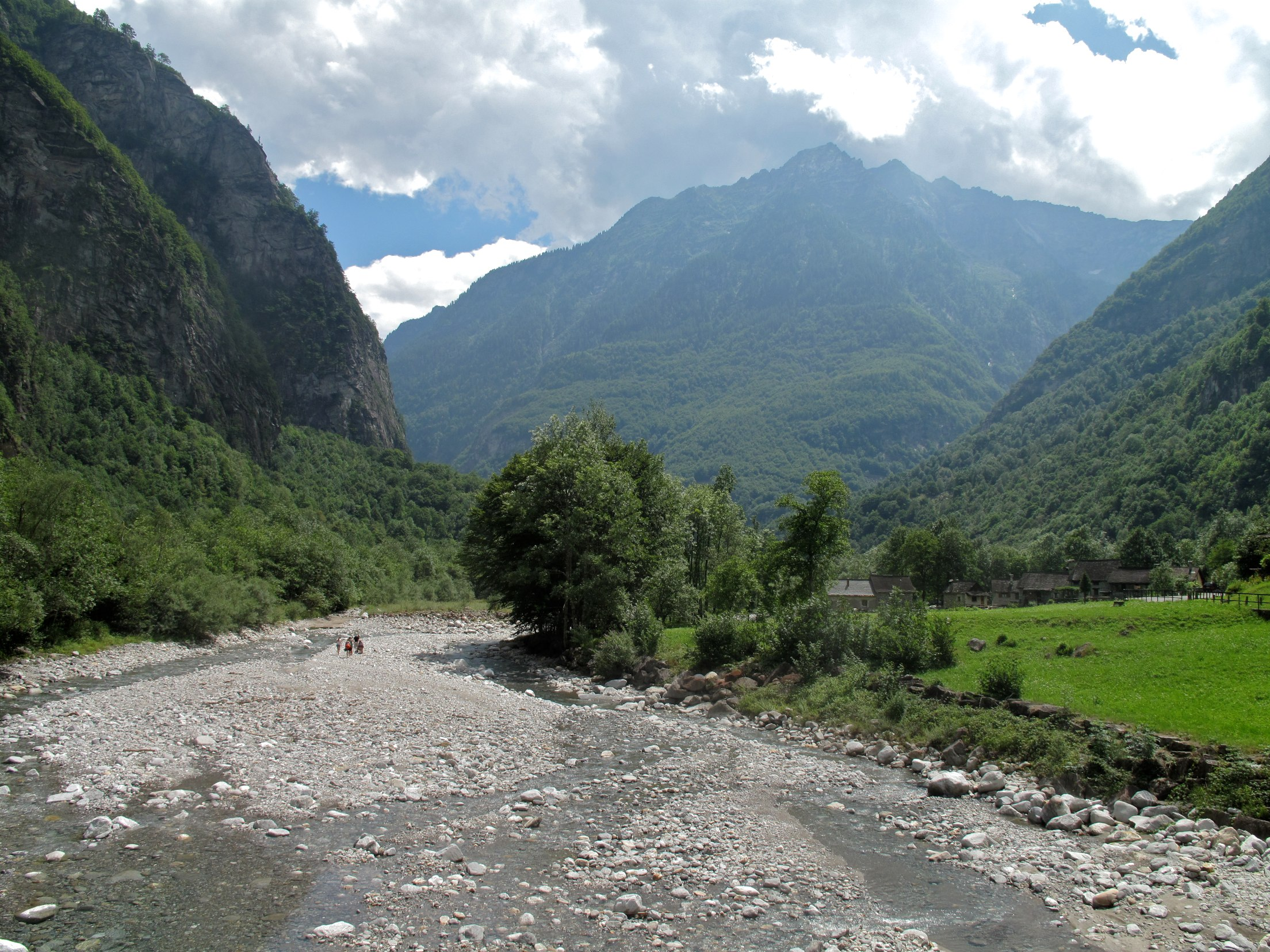
Bei Faedo
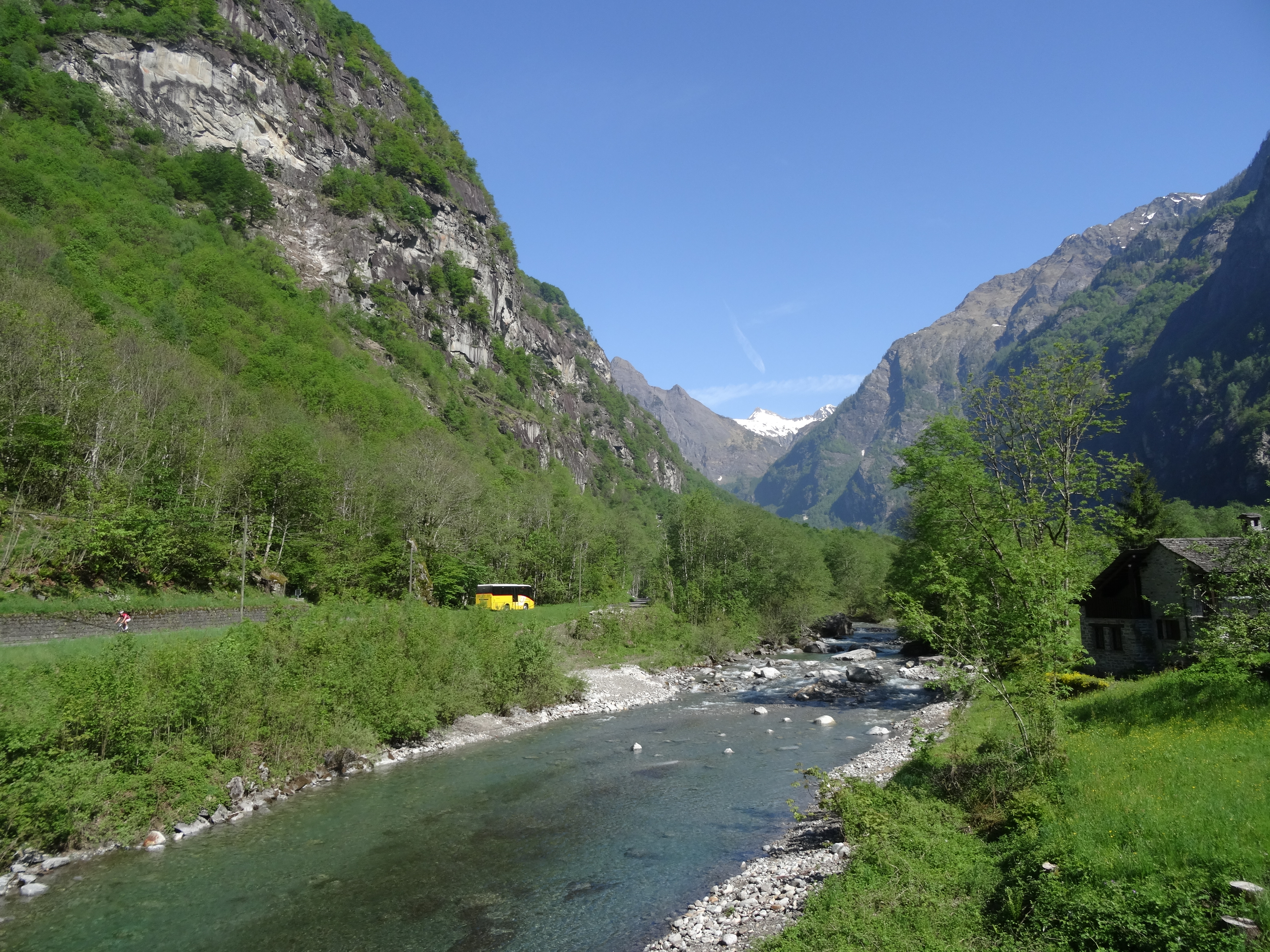
Bei Roseto